# Trachóni (Limassol)
Trachóni (grec moderne : Τραχώνι) est un village de Chypre de plus de 3 952 habitants.